# Yanpu
Yanpu (chinesisch 鹽埔鄉, Pinyin Yánpǔ Xiāng, Pe̍h-ōe-jī Iâm-po͘-hiong) ist eine Landgemeinde im Landkreis Pingtung in der Republik China (Taiwan).

## Beschreibung
Yanpu liegt im nördlichen Abschnitt der Pingtung-Ebene. Das Terrain ist flach, die Höhe über dem Meeresspiegel variiert zwischen 5 und 63 Metern und nimmt generell in Richtung Osten zu. Die natürliche Grenze nach Norden und Nordosten wird im Wesentlichen vom Fluss Ailiao (隘寮溪), einem Zufluss des Gaoping gebildet. Die Nachbargemeinden sind Gaoshu im Norden und Nordosten, Ligang im Nordwesten, Jiuru im Westen, Changzi im Süden und in sehr kleinen Abschnitten Neipu und Sandimen im Südosten.

## Geschichte
Die ersten Bewohner Yanpus waren Angehörige austronesischer Ethnien (Pingpu). Während der Herrschaftszeit Kangxis begann die Einwanderung von Han-chinesischen Siedlern aus der chinesischen Küstenprovinz Fujian. Der Überlieferung nach erwarben die Siedler das Land von der autochthonen Bevölkerung im Tausch gegen 10 Karren Salz. Aus dem Pingpu-Namen Caopu (草埔) entstand der Ortsname Yanpu. Zur Zeit der japanischen Herrschaft (1895–1945) wurde die Landwirtschaft und insbesondere der Tabakanbau stark gefördert, und im Dorf Shirong wurde eine japanische Mustersiedlung von Kolonisten aus Kyushu gegründet. Nachdem Taiwan 1946 zur Republik China gekommen war, wurde Yanpu als ‚Landgemeinde‘ (鄉,  Xiāng) organisiert, zunächst im Landkreis Kaohsiung und ab 1951 im neu gegründeten Landkreis Pingtung.

## Bevölkerung
Die Bevölkerung besteht ganz überwiegend aus Hoklo und einer Minderheit von Hakka (unter 10 %). Angehörige indigener Völker bilden nur eine kleine Minderheit (unter 1 %).
| Gliederung von Yanpu |
|                      |

## Verwaltung
Yanpu ist in 12 Dörfer (村,  Cūn) eingeteilt:
1 Yanzhong (鹽中村)

2 Yannan (鹽南村)

3 Zhenxing (振興村)

4 Jiu’ai (久愛村)

5 Gaolang (高朗村)

6 Xinwei (新圍村)

7 Xiner (新二村)

8 Luoyang (洛陽村)

9 Pengcuo (彭厝村)

10 Yonglong (永隆村)

11 Shirong (仕絨村)

12 Yanbei (鹽北村)

## Verkehr
Ganz im Westen wird Yanpu in einem kurzen, weniger als 1 Kilometer langen Abschnitt von der Autobahn 3 durchquert, die ansonsten südlich an Yanpu vorbeiläuft. Weitere größere Straßen sind die Provinzstraße 27, die Yanpu in gerader Linie von Nordosten nach Südwesten durchzieht und die Provinzstraße 24, die Yanpu im äußersten Südosten kurz tangiert.

## Landwirtschaft
Yanpu wird intensiv landwirtschaftlich genutzt und die Landwirtschaft wird staatlich gelenkt systematisch ausgebaut. Hauptanbauprodukte sind Chinesische Jujuben, Javaäpfel und Mangos. Die Aquakultur spielt mit der Zucht von Süßwassergarnelen (Macrobrachium rosenbergii) eine wichtige Rolle (vor allem im Dorf Shirong). Als Spezialität werden Schmetterlingslilien (Hedychium coronarium) kultiviert, die als Gewürz Verwendung finden.

## Bildungseinrichtungen
In Yanpu befindet sich der Standort der kleinen privaten Tajen-Universität (大仁科技大學,  Dàrén kējì dàxué), die aus einer 1966 gegründeten Pharmazeutischen Hochschule hervorging.

## Besonderheiten
In Yanpu gibt es zwei bemerkenswertere Tempel, den Chaofeng-Tempel (朝鳳宮,  Cháo fèng gōng ), einen Mazu-Tempel im Dorf Yanbei, und den Daitianfu-Tempel (代天府,  Dài tiānfǔ, ) im Dorf Gaolang. Als sehenswert gilt das alte Haus der Familie Ye (葉家古厝,  Yè jiā gǔ cuò ), das Anfang des 20. Jahrhunderts erbaut wurde. Das Fahrradwegenetz wird für den Tourismus ausgebaut.

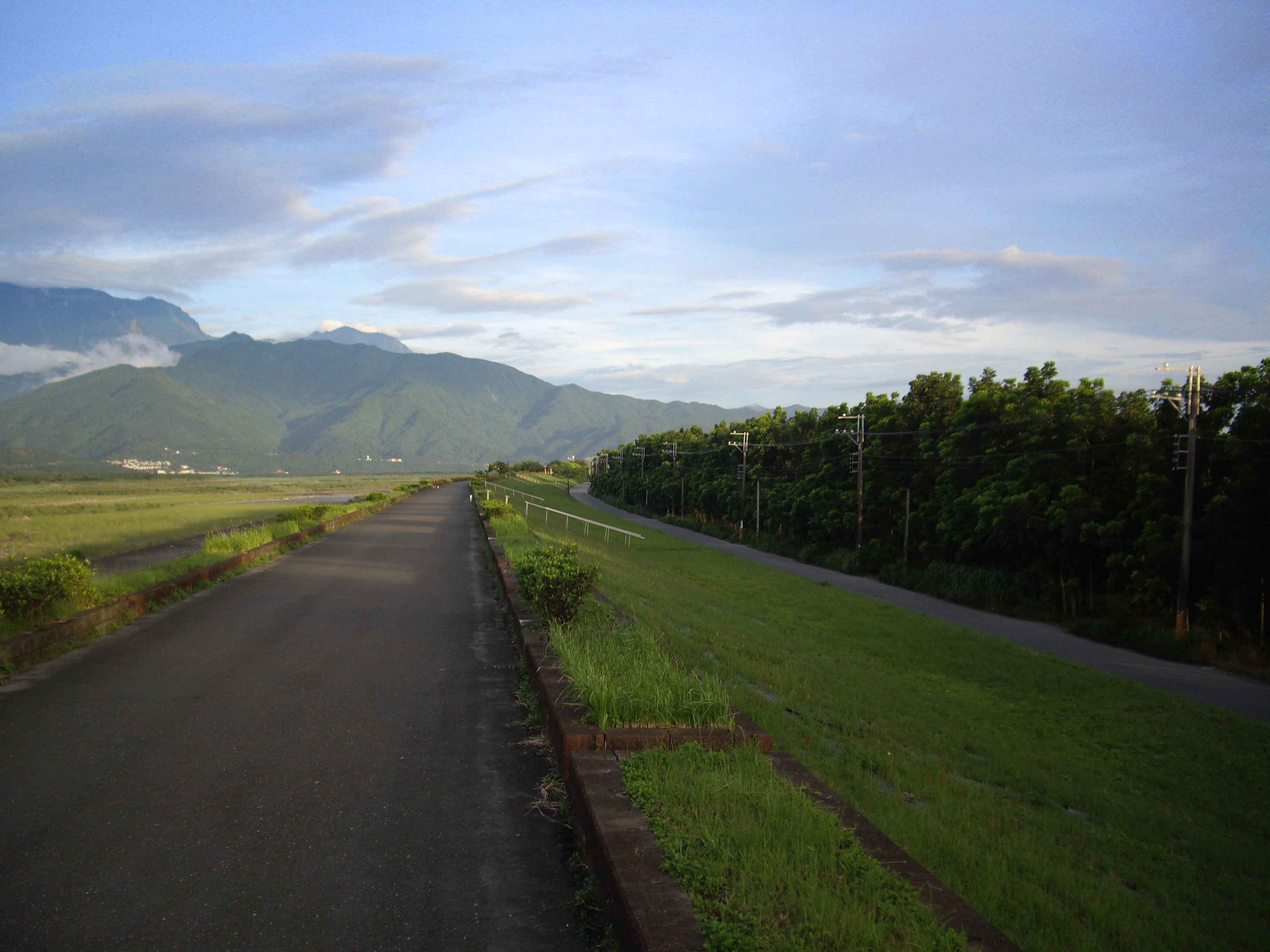
Blick auf die Ausläufer des Zentralgebirges
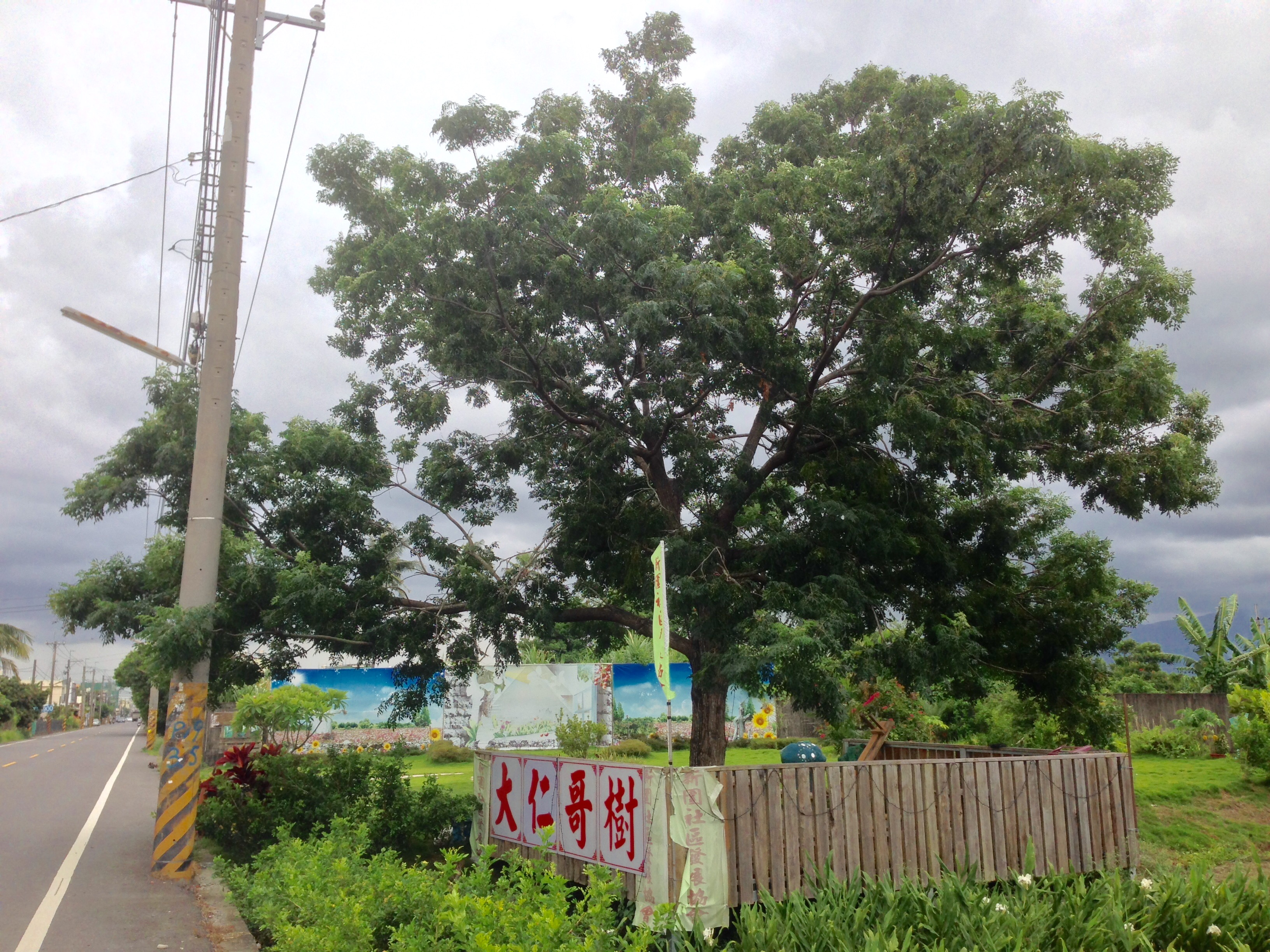
Daren-Geshu – ein alter Zedrachbaum im Dorf Xinwei
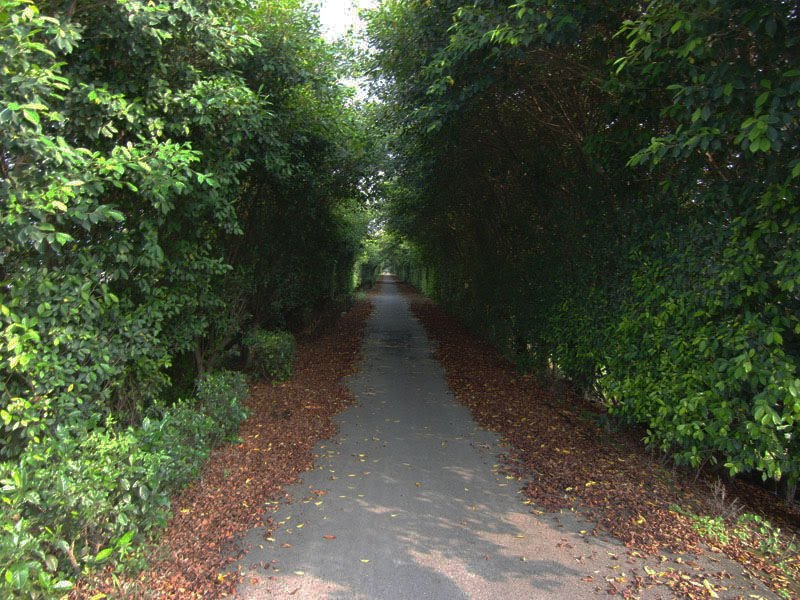
Hohlweg in Yanpu